# Plesiochrysa atalotis
Plesiochrysa atalotis är en insektsart som först beskrevs av Banks 1910.  Plesiochrysa atalotis ingår i släktet Plesiochrysa och familjen guldögonsländor. Inga underarter finns listade i Catalogue of Life.